# Sufat chol
Sufat chol (Engels: Sand Storm) is een Israëlische film uit 2016, geschreven en geregisseerd door Elite Zexer. De film ging in wereldpremière op 25 januari op het Sundance Film Festival in de World Cinema Dramatic Competition waar hij de World Cinema Grand Jury Prize: Dramatic won.

## Verhaal
Bruiloftsfestiviteiten gaan van start in een bedoeïendorp in Israël, Jalila bevindt zich in een lastige positie omdat zij het feest moet organiseren voor het huwelijk van haar man Suliman met een tweede, veel jongere vrouw. Ze ontdekt daarenboven dat haar oudste dochter Layla een verboden affaire heeft met een jonge student aan de universiteit. Ze voelt zich vernederd nu Suliman met zijn jonge bruid naast haar woont en krijgt geen vat op de ongebonden Layla die droomt van een ander leven voor zichzelf.

## Rolverdeling
| Acteur           | Personage |
| ---------------- | --------- |
| Lamis Ammar      | Layla     |
| Ruba Blal-Asfour | Jalila    |
| Hitham Omari     | Suliman   |
| Khadija Al Akel  | Tasnim    |
| Jalal Masarwa    | Anwar     |